# Wupper
Il Wupper (chiamato Wipper nella parte più alta del suo corso) è un fiume della Renania Settentrionale-Vestfalia, in Germania, di 116,5 km, affluente di destra del Reno.
La sorgente del fiume è situata nel massiccio del Sauerland, nel comune di Marienheide. In seguito, scorre nell'area montuosa della Bergisches Land, bagna la città di Wuppertal per poi confluire nel Reno a Leverkusen.